# A hazafiak napja
A hazafiak napja (eredeti cím: Patriots Day) egy 2016-os amerikai akció-dráma, amely a 2013-as bostoni robbantásról szól és az azt követő üldözésről a terroristák elfogására. A filmet Peter Berg rendezte, valamint Berg, Matt Cook, és Joshua Zetumer írta. A film Casey Sherman és Dave Wedge – Boston Strong című könyve alapján készült. A főszereplők Mark Wahlberg, J. K. Simmons, John Goodman, Kevin Bacon és Michelle Monaghan.
A film kritikai szempontból pozitív visszajelzéseket kapott az értékelőktől, dicsérték Berg rendezését. A Metacritic oldalán a film értékelése 69% a 100-ból, ami 42 véleményen alapul. A Rotten Tomatoeson a Hazafiak napja 80%-os minősítést kapott, 205 értékelés alapján.
A film fő forgatása 2016. március 29-én kezdődött New Yorkban, Bostonban, Los Angelesben, New Orleansban és Philadelphiában. A film 2016. november 17-én debütált az AFI fesztiválon.
A CBS Films és a Lionsgate forgalmazta, 2016. december 21-én adták ki Bostonban, New Yorkban és Los Angelesben, majd 2017. január 13-án országos megjelenés következett be.
Bevételi szempontból csalódást okozott a film, ugyanis világszerte mindössze csak 50,5 millió dollárt tudott összegyűjteni, ami a 45 millió dollár költségvetését épp hogy meg tudta haladni. A Nemzeti Testület megválasztotta a filmet a 2016 tíz legjobb filmjeinek egyikeként.

## Cselekménye
2013. április 15-én egy Amerikában élő csecsen testvérpár, Dzhokhar és Tamerlan Tsarnaev két bombát robbantott fel a Boston Marathoni futás alatt, ami széles körben káoszt okozott. Egy fiatal pár, Patrick Downes és Jessica Kensky súlyosan megsérült, akiket elvisznek a kórházba, és mindkettejük egy-egy lábát amputálják; egy családember, Steve Woolfenden is súlyosan megsérült, és elkülönül az ő fiatal fiától, Leótól, akit a rendőrség megmentett és biztonságos helyre szállított.
Az FBI speciális ügynökét, Richard DesLaurierst (Kevin Bacon) azzal a céllal bízták meg, hogy vizsgálja ki a bombarobbanásokat a bostoni rendőrfőnökkel, Ed Davisel (John Goodman) és a Watertowni rendőrőrmesterrel, Jeffrey Pugliese-el (J. K. Simmons) együtt, míg Tommy Saunders rendőrőrmester (Mark Wahlberg) bizonyítékokat keres, és segíti az embereket, akik megsérültek vagy elváltak a szeretteiktől a káosz során, köztük Patrick és Jessica, valamit Steven és Leó. Az FBI elemzői áttekintik a robbanások közelében lévő biztonsági kamerák felvételeit, és felderítik Dzhokhart és Tamerlant gyanúsítottként, viszont DesLauriers nem szívesen adja tovább a képeiket a nyilvánosságnak további bizonyítékok nélkül. Azonban már néhány kéz kiszivárogtatta a képeket a sajtónak, míg Pugliese emberei megkezdik a keresést házkutatással.
Dzsokhar és Tamerlan meggyilkolták Sean Collier rendőrjárőrt, amikor megpróbálták tőle elrabolni a pisztolyát, majd elrabolnak egy fiatal kínai diákot, Dun Menget, és elmondják neki, hogy New Yorkban újabb robbantást terveznek. Míg Dzhokhar elmegy néhány dolgot venni a benzinkútnál, Meng gyorsan megszökik az autóból, és egy másik bolthoz fut, hogy felhívhassa a rendőrséget; ekkor a testvérpár elmenekül az ellopott autóval. Saunders megérkezik a helyszínre, és megtudja a testvérek újabb terveit Mengtől, valamint megkapja az ellopott autóban lévő GPS nyom kódot, így a rendőrség hamarosan a párosra talál, ami egy epikus lövöldözést és robbantásokat eredményez. Az ezt követő lövöldözésben több tiszt is megsérül, míg Tamerlant lelövi Pugliese, Dzhokhar pedig keresztülhajt rajta, ezzel megölve őt. Dzhokhar elmenekül a káoszban; időközben Tamerlan felesége, Katherine Russell és Dzhokhar főiskolai barátait később elfogja az FBI Hostage Rescue csapata és elkezdik kihallgatni a nőt. Katherine nem hajlandó tudomást szerezni a férje illegális tevékenységeiről, míg Dzhokhar barátairól úgy tűnik, hogy nem vettek tudomást a terveikről, annak ellenére, hogy a birtokukban bombaösszetevőket találtak. Később egy David Henneberry nevű helyi ember azt állítja, hogy Dzhokhar a hajója belsejében rejtőzött el, és felhívja a rendőrséget. Dzhokhart gyorsan körülveszik és letartóztatják egy rövid patthelyzet után, majd Sanders és a munkatársak elkezdenek ünnepelni. A bostoni rendőrséget felkérik arra, hogy részt vegyen egy Boston Red Sox játékban, ahol David Ortiz köszönetet mond a hősiességükért és azt mondja nekik, hogy "maradjanak erősek".
Dzhokhart Tsarnaevet harminc vádpontban bűnösnek találták, és injekció általi halálra ítélték. Egy szövetségi börtönben várja fellebbezéseinek elbírálását. A három évfolyamtársát börtönbüntetésre ítélték a nyomozás akadályozásáért. A rendvédelmi szervek folytatják Katherine Russell bűnrészességének vizsgálatát.

## Szereplők
- Mark Wahlberg – Tommy Saunders bostoni rendőrőrmester (magyar h.: Miller Zoltán)
- John Goodman – Ed Davis bostoni rendőrparancsnok (magyar h.: Papp János)
- J. K. Simmons – Jeffrey Pugliese watertowni rendőrőrmester (magyar h.:Barbinek Péter)
- Michelle Monaghan – Carol Saunders, Tommy felesége és regisztrált nővér (magyar h.: Nagy-Németh Borbála)
- Kevin Bacon – Richard DesLauriers, bostoni különleges ügynök az FBI területi irodájánál (magyar h.: Epres Attila)
- Vincent Curatola – Thomas Menino, Boston polgármestere
- Michael Beach – Deval Patrick, Massachusetts állam kormányzója
- Alex Wolff – Dzhokhar Tsarnaev, 1. merénylő  (magyar h.: Gacsal Ádám)
- Themo Melikidze – Tamerlan Tsarnaev, 2. merénylő (magyar h.: Renácz Zoltán)
- Jimmy O. Yang – Dun Meng, egy autóvezető, akit Tsarnaevék elrabolnak április 18-án (magyar h.: Berkes Bence)
- Christopher O'Shea – Patrick Downes, Jessica Kensky férje (magyar h.: Varga Gábor)
- Rachel Brosnahan – Jessica Kensky, Patrick Downes felesége (magyar h.: Simonyi Réka)
- James Colby – William Evans bostoni rendőrfőkapitány (magyar h.: Fazekas István)
- Jake Picking – Sean A. Collier, egy MIT rendőr, akit a Tsarnaev testvérek megölnek április 18-án (magyar h.: Czető Roland)
- Melissa Benoist – Katherine Russell, Tamerlan Tsarnaev felesége (magyar h.: Gáspár Kata)
- Lana Condor – Sean Collier barátnője (magyar h.: Csuha Borbála)

További magyar hangok: Kisfalusi Lehel, Jakab Márk, Jakab Csaba (Barack Obama), Kárpáti Levente, Zámbori Soma, Rosta Sándor, Hamvas Dániel, Kapácsy Miklós (benzinkutas)